# Hermleigh (Teksas)
Hermleigh je naseljeno mjesto za statističke potrebe u američkoj saveznoj državi Teksas. Prema popisu stanovništva iz 2010. u njemu je živjelo 345 stanovnika.